# Polydesmus hochstetterii
Polydesmus hochstetterii är en mångfotingart som beskrevs av Jean-Henri Humbert och Henri Saussure 1869. Polydesmus hochstetterii ingår i släktet Polydesmus och familjen plattdubbelfotingar. Inga underarter finns listade i Catalogue of Life.